# ألفرد بي. غرينوود
ألفرد بي. غرينوود (بالإنجليزية: Alfred B. Greenwood)‏ هو قاضي ومحامي وسياسي أمريكي، ولد في 11 يوليو 1811 في مقاطعة فرانكلين في الولايات المتحدة، وتوفي في 4 أكتوبر 1889 في بنتونفيل في الولايات المتحدة. حزبياً، نشط في الحزب الديمقراطي. وقد انتخب عضو مجلس النواب الأمريكي.